# Медична інформатика
Медична інформатика або інформатика в галузі охорони здоров’я — це галузь науки та техніки, яка застосовує інформаційні галузі до медицини. Царина охорони здоров’я має надзвичайно широкий спектр проблем, які можна вирішити за допомогою обчислювальних методів.
Медична інформатика — це спектр міждисциплінарних галузей, що включає вивчення проєктування, розробку та застосування обчислювальних інновацій для поліпшення охорони здоров'я. Сюди залучаються такі дисципліни як: обчислювальна техніка, програмна інженерія, інформаційна інженерія, нейроінформатика, обчислювальні біоіндукції, теоретична інформатика, інформаційні системи, наука даних, інформаційні технології, автономні обчислення, інформативна поведінка та ін. В академічних закладах дослідження медичної інформатики зосереджуються на застосуванні штучного інтелекту в охороні здоров’я та розробці медичних пристроїв на основі вбудованих систем. Медична інформатика також включає сучасні програми нейроінформатики та когнітивної інформатики в галузі картографування та емуляції мозку. У деяких країнах термін інформатика також використовується в контексті застосування бібліотечної науки для управління даними в лікарнях. Згідно з Journal of Biomedical Informatics, когнітивна інформатика — це зростаюча міждисциплінарна область, що включає когнітивні та інформаційні науки, яка фокусується на обробці інформації людини, механізмах та процесах у контексті комп'ютингу.

## Предмет та об'єкт медичної інформатики
Впровадження інформаційних технологій в повсякденну практику охорони здоров'я веде за собою корінні зміни в організації праці багатьох медиків. Кожен етап розвитку системи охорони здоров'я та медицини пов'язаний з появою нових інтегрованих областей знань, які несуть в собі загальнонаукові основи: медична кібернетика, економіка, охорона здоров'я, менеджмент і маркетинг тощо. Інформатизація та бурхливий розвиток інформаційних процесів в системі охорони здоров'я в 70-х роках XX століття спочатку за кордоном, а потім і в нашій країні привели до становлення самостійної науки — медичної інформатики.
Медична інформатика (МІ) — це галузь науки, що швидко розвивається. Вона орієнтована на біомедичну інформацію (дані та знання, їхнє зберігання, передачу та обробку, використання для розв'язання проблем або прийняття рішень). Вона вивчає закономірності і методи одержання, зберігання, опрацювання і використання знань у медичній науці та практиці з метою розширення обріїв і можливостей пізнання, профілактики і лікування хвороб, охорони і поліпшення здоров'я людини. Це наукова дисципліна, що містить систему знань про інформаційні процеси в медицині, системі охорони здоров'я та суміжних дисциплінах, обґрунтовує та визначає способи та засоби раціональної організації та використання інформаційних ресурсів з метою охорони здоров'я населення.
Медична інформатика — це цілий комплекс наукових напрямів, що відрізняються один від одного як поглядом, так і тими методами, які в них використовуються. Протягом тривалого часу продовжується диспут про те, який метод кращий для медицини — теоретичний чи експериментальний: це здорове протиставлення поглядів емпіричного дослідження і результатів наукових досліджень. Теоретичні припущення були переважно основою раціональної практичної медицини. Якщо колись медицина вважалась мистецтвом, то зараз все більше звертаються до її теоретичного обґрунтування, надається перевага розвитку формальних теоретичних методів, які б впроваджувались в медичну практику. Разом з тим розвиваються і медичні знання, включно до молекулярного та генетичного рівнів.
Експериментальна наука не завжди може відповісти на запитання про природу захворювання та методи його лікування. Медичний експериментальний пошук відбувається в лабораторіях та клініках. Одним з основних методів дослідження в медичній інформатиці є математичне моделювання з використанням комп'ютерів — це універсальна методологія, основний інструмент математизації всіх медичних знань.
Медична інформатика стала необхідною з того часу, коли почався перехід від розрізненого використання комп'ютера до цілісних інформаційних технологій. Як і всі наукові дисципліни, медична інформатика має предмет вивчення — інформаційні процеси (під час яких відбувається збір, обробка, накопичення, зберігання, пошук, розповсюдження та використання інформації), пов'язані з медико-біологічними, клінічними та профілактичними проблемами медицини.
Завданнями медичної інформатики є:
- дослідження інформаційних процесів в медицині;
- розробка нових інформаційних технологій медицини;
- вирішення наукових проблем створення та впровадження обчислювальної техніки в медицину.

Тоді як об'єктом вивчення виступають інформаційні технології в системі охорони здоров'я, провідною частиною якої є охорона здоров'я та елементи системи за такими рівнями управління та організації, як: державний (або регіональний); територіальний (або область, місто, район); рівень медичного закладу (лікувально-профілактичний заклад, науково-дослідний інститут, ВНЗ, служби забезпечення ліками та медтехнікою тощо); індивідуальний / базовий (або рівень контакту «лікар-пацієнт»). На кожному із зазначених рівнів та між ними відбувається обмін інформацією у вигляді інформаційних потоків. Інформаційні потоки в медико-соціальному середовищі впорядковуються для: вдосконалення організаційної структури управління системою охорони здоров'я; оптимізації процесів в медицині з метою підвищення якості лікування та контролю за станом здоров'я; вдосконалення системи документації; автоматизації процесів одержання, збору, збереження, пошуку, передачі та використання інформації.
Від впорядкованості інформаційних потоків залежать чіткість функціонування медицини в цілому як галузі та ефективність управління нею. Впорядкування інформаційних потоків на всіх рівнях підвищує рівень функціонування системи охорони здоров'я й дозволяє економно використовувати кадрові, фінансові та матеріальні ресурси. Застосування положень і принципів медичної інформатики як науки допомагає оптимальним чином опрацювати медичну інформацію, отримувати потрібні практичні результати і приймати правильні рішення, ефективно використовувати інформаційні ресурси. Останні можуть існувати як в пасивній формі (медичні книги, патентні описи, аудіо-, відеозаписи та інші «розпорошені» знання), так і в активній формі (у вигляді електронної інформації, з якою має справу комп'ютер).
Роль медичної інформатики в науково-практичному обґрунтуванні та використанні сучасних технологій полягає в знаходженні нових рішень на стику формального та логічного підходів з емпіричним описовим характером медицини. Основою основ при роботі з інформацією є мислення та логічний аналіз. Саме вони лежать в основі клінічного діагнозу — фіксованого на інформаційному носії висновку лікаря про локалізацію, характер та стадію захворювання, яке обґрунтовує оптимальний вибір лікувальної тактики (керувальної дії) в межах наявних медичних ресурсів.
Лікар-клініцист, в основному, працює з даними. Його задача в системі надання медичної допомоги — отримання та подання для подальшої роботи персоніфікованої інформації про пацієнта. В клінічному діагнозі лікар фіксує інформацію як результат аналізу та оцінки відомостей про біологічні якості та індивідуальне здоров'я пацієнта.

## Медична інформація та її види
Медична інформація відображає дані та результати медичних наукових досліджень й медичної практики. З одного боку, вона відображає процеси та явища в системі охорони здоров'я (тобто є засобом, що використовується лікарями під час медичної практики), з іншого боку, вона може бути результатом роботи інформаційно-обчислювальних центрів, спеціалістів оргметодвідділів тощо.
Впровадження обчислювальної техніки загострило задачу класифікації медичної інформації. На початку роботи треба визначити рівень формалізації матеріалу, призначеного для вводу в комп'ютер, а потім встановити ознаки, за якими проводитиметься класифікація. Такими ознаками може бути:
- етап утворення інформації (вихідна, проміжна, кінцева);
- умови збереження та використання (постійна, змінна, умовно-постійна);
- періодичність використання (оперативна, поточна, перспективна);
- функціональний зміст (клінічна, експериментальна, економічна, кадрова, фінансова, організаційна тощо).

Класичний приклад формалізованого документу — формалізована історія хвороби, що використовується в багатьох інформаційних системах.

## Інформація, дані, знання
Інформація може бути подана у вигляді даних. Якщо інформація — це результат взаємодії, що реально використовується в потоковий момент часу, то дані являють собою вже зареєстровані сигнали (при цьому фізичний метод реєстрації може бути довільним). Це — повідомлення, спостереження які не використовуються, а тільки зберігаються. Якщо з'являється можливість використати їх для зменшення неповноти знань про що-небудь (виникає взаємодія), то вони перетворюються в інформацію. Як тільки ця взаємодія завершується, ми знову маємо справу з даними, але поданими вже в іншій формі. В даному випадку ми маємо справу з інформаційним процесом. Такий процес являє собою цикл утворення інформації і збереження її у вигляді нових даних. Інформація існує досить нетривалий термін часу, а інформаційний процес триває стільки, скільки існують носії інформації.
Під час інформаційного процесу дані перетворюються з одного виду в інший за допомогою різних методів. Опрацювання даних містить в собі багато операцій, серед яких можна виділити такі:
- збір даних — накопичення даних з метою забезпечення їхньої повноти для прийняття рішень;
- формалізація даних — зведення даних, одержаних з різних джерел, до однакової форми;
- фільтрація даних — відкидання «зайвих» даних, які не потрібні для прийняття рішення;
- сортування даних — впорядкування даних за певною ознакою;
- групування даних — об'єднання даних за певною ознакою з метою їхнього зручнішого використання;
- архівація даних — організація збереження даних в зручній та легкодоступній формі, як правило, в економнішому форматі;
- захист даних — комплекс заходів, направлених на запобігання втрати, модифікації або відтворення даних;
- транспортування даних — приймання та передавання даних між віддаленими учасниками інформаційного процесу;
- перетворення даних — переведення даних з однієї форми (або структури) до іншої.

Відповідно до методу реєстрації дані можуть зберігатись і транспортуватись на носіях різних видів. В обчислювальній техніці в ролі носіїв інформації виступають різноманітні магнітні диски, стрічки, оптичні диски тощо. Повний перелік операцій з даними набагато ширший, тому можна зробити висновок: опрацювання інформації має високу трудомісткість і потребує автоматизації.
За аналогією з перешкодами в каналах провідного і радіозв'язку будемо називати їх інформаційними шумами. Шум — це повідомлення, що не несе корисної інформації, тобто не мають відношення до задачі, що вирішується, але передані в органи управління і переробляються ними. Наявність великої кількості шумів може перешкоджати ефективному управлінню більше, ніж навіть дезінформація.
Мова характеризується певною надмірністю інформації, тобто можливістю передати осмислений текст меншою кількістю літер. Кожна літера в тексті несе менше інформації, ніж може нести потенційно. Надмірність інформації необхідна тому, що передача повідомлення деяким каналу зв'язку обов'язково пов'язана із шумами, що порушують передачу (на цьому заснована дитяча гра в зіпсований телефон). Корабель, що терпить нещастя, багаторазово радирує те саме повідомлення SOS, щоб підвищити імовірність його прийому. Інформація відіграє ключову роль при інтерпретації даних і прийнятті рішень. Тому важливо знати, що таке інформація і розуміти різницю між даними, інформацією й знанням. З'ясуємо, як можна одержати надійні дані, яким чином з даних отримується інформація, які знання необхідні для інтерпретації даних і як ці дані можуть бути збережені в комп'ютері.

## Типи медичних знань
Існують декілька аспектів щодо класифікації та структуризації знань. З однієї точки зору знання можна поділяти на висловлені і особисті.
Висловлені знання — теорії, засновані на дисциплінах і концепціях, які отримані від систематичних знань — традиційних засобів, за допомогою яких вища освіта будує свої плани та програми. Вироблені до цих теорій практичні принципи, що базуються на прикладній сфері професійної діяльності з конкретними прикладами випробуваних і перевірених випадків. Більшість висловлених знань загальнодоступні або закодовані.
Особисті знання
На відміну від систематизованих знань, які знаходяться в опублікованій формі, особисті знання індивідуально набуваються досвідом. Більша частина цих знань вважається звичною і не піддається подальшому аналізу як власником, так і іншою особою.
Джерелом даних, що враховуються лікарем є саме пацієнт. У процесі інтерпретації чи обговорення отримується інформація, яка впливає на прийняття лікарем подальшого рішення.

## Інформаційний медичний документ
Велика частина медичних даних фіксується в різноманітних документах (наприклад, історія хвороби, направлення на дослідження, результати аналізу, рецепт, звіт про діяльність медичної установи, реферат статті медичного журналу тощо). Звичайні медичні документи не придатні або мало придатні для автоматизованої обробки.
Медичний документ, як правило, має складну структуру: багато розділів, пунктів, таблиць тощо. Вони створюються у вигляді стандартизованих історій хвороб, карт етапних епікризів, карт з окремих видів досліджень, паспортів установ охорони здоров'я. Всі ці документи мають певну форму, тобто внутрішню структуру, що відображає будову, зв'язок і спосіб взаємодії частин елементів об'єкта або явища, інформація про які фіксується в даному документі. Фахівець повинен вміти заповнити відповідні стандартні форми медичних документів.
Як правило, в медичних документах фіксуються такі дані, як:
- паспортно-демографічні — відомості про прізвище, ім'я, по батькові хворого, рік і місце народження, про характер роботи, про родичів;
- дані про структуру і функцію медичних установ, що відображають основний процес медичної установи; для лікувальної установи це, наприклад, дані щодо можливих в даній установі лабораторних та інструментальних методів досліджень;
- статистично-управлінські дані, що становлять основу для подальших розрахунків показників державної медичної статистики (наприклад, структура установи) і показників, що характеризують роботу лікаря, або відділення та установи в цілому; сюди відносяться показники точності постанови діагнозів (відповідно класифікації ВООЗ), тривалості перебування в стаціонарі, ступеня відновлення працездатності, розбіжності в діагнозах;
- планові показники, дані про господарську і бухгалтерську діяльність медичних установ.

Комп'ютерні бланки медичних інформаційних документів звичайно містять дві частини: пояснення і зміст. У частину пояснення включається описова і пояснювальна інформація, що полегшує заповнення документа, але не вводиться в ПК. В змістову частину включаються необхідні дані, коди, службові знаки, відведені місця для внесення необхідних записів. Для зручності роботи обидві частини в документі розділено. Документ заповнюється лікарем.
Інформаційні документи як носії інформації, що містять початкові дані у впорядкованому вигляді і придатні для звичайного використання та для підготовки даних до введення в ПК, складають основу інформаційної бази різних комп'ютерних систем. Інформаційний документ відрізняється від звичайного медичного документа тим, що в ньому поєднуються дві функції: функція звичайного документу та функція збору і підготовки даних для введення в комп'ютер. Таким документам притаманні безперечні переваги: скорочується час підготовки початкової інформації, виключається додаткова робота з її переписування; зменшується кількість помилкових записів; спрощується контроль за проходженням документа в процесі його обробки.
Однією з найважливіших умов, що забезпечують ефективність обробки медичної інформації, є її уніфікація. Статистичні матеріали використовуються для формування оперативно-довідкової та звітної інформації, яка придатніша для прийняття рішень, ніж первинні дані. Дані, що згруповані та подані в табличній формі, є найкращим матеріалом для виявлення певних тенденцій та закономірностей.
Медична інформація може бути класифікована відповідно до дисциплінарних та проблемних властивостей, до об'єктної ознаки (лікувально-профілактична установа, матеріально-технічна база, лікувальні засоби тощо), до видів інформації (економічна, наукова, нормативно-правова тощо), до її характеру (первинна, другорядна, оперативна, оглядово-аналітична, експертна, прогноз тощо).

## Персональні комп'ютери в медичній практиці

### Види комп'ютерного забезпечення
Виділяють два види комп'ютерного забезпечення: програмне і апаратне. Програмне забезпечення поділяється на системне і прикладне. У системне програмне забезпечення входить мережевий інтерфейс, який забезпечує доступ до даних на сервері. База даних управляється прикладною програмою управління (СКБД) і може містити, зокрема, історії хвороби, рентгенівські знімки в оцифрованному вигляді, статистичну звітність по стаціонару, бухгалтерський облік. Прикладне забезпечення є програми, для яких, власне, і призначений комп'ютер. Це — обчислення, обробка результатів досліджень, різного роду розрахунки, обмін інформацією між комп'ютерами.
Комплексна система автоматизації діяльності медичного закладу. Медичні системи, що містять програми, які вирішують вузькі завдання лікарів-фахівців, таких як рентгенолог, УЗД і т. д. Медичні системи організації діловодства лікарів і обробки медичної статистики. Лікарняні інформаційні системи.

### Цикл автоматизованої інформаційної системи
Життєвий цикл автоматизованої інформаційної системи складається з п'яти основних стадій:
- розробки системи або придбання готової системи;
- впровадження системи;
- супроводу програмного забезпечення;
- експлуатації системи;
- демонтажу системи.

### Застосування інформаційних технологій в поліклініці
дозволяє:
- підвищити якість надання медичних послуг;
- підвищити задоволеність пацієнтів;
- знизити нелікарняне навантаження на лікарів-спеціалістів;
- поліпшити доступність медичної інформації та швидкість її надання медичному персоналу;
- підвищити ефективність роботи служб забезпечення;
- знизити відсоток випадкових втрат і необґрунтованих витрат медичних матеріалів, обладнання та інвентарю;
- удосконалювати внутрішній медичний облік;
- оптимізувати процес обов'язкової звітності перед вищезазначеними організаціями;
- підвищити лояльність лікарів і медичного персоналу;
- представити результати роботи поліклініки для керівництва в реальному часі.

### Застосування інформаційних технологій у реєстратурі
- Електронна база даних пацієнтів з повною історією звернень та переліку наданих медичних послуг з їх докладним змістом, починаючи з дати першого звернення. Швидкий контекстний пошук будь-якої інформації в базі даних.
- Високий ступінь захисту медичних даних.
- Електронний документообіг.
- Ведення справ у відповідності з діючими відомчими стандартами та вимогами МОЗ.
- Управління електронними чергами і електронним записом до фахівців.

### Застосування інформаційних технологій у кабінетах фахівців
- АРМи лікарів-фахівців, що дозволяють вводити медичні дані, телеметрію і супутню інформацію безпосередньо з медичного обладнання в комп'ютерні бази даних під час проведення обстеження в реальному часі з метою їх подальшої обробки, аналізу, зберігання та ведення історії звернень.
- Електронна автоматизована підготовка призначень, рецептів, виписок, лікарняних листів та інших стандартизованих документів для пацієнтів.

## Використання комп'ютерної техніки при проведенні обстежень, постановці діагнозу, лікуванні

### В стоматології
Системи цифрової (дигитальної) рентгенографії (радіовідеограф) дозволяють детально вивчити різні фрагменти знімка зуба і пародонту, збільшити або зменшити розміри і контрастність зображень, зберегти всю інформацію в базі даних і перенести її на папір за допомогою принтера. Найбільш відомі програми: Gendex, Trophy. Друга група програм — системи для роботи з дентальними відеокамерами. Вони дозволяють детально відобразити стан груп або окремо взятих зубів «до» і «після» проведеного лікування (AcuCam Concept N (Gendex), ImageCAM USB 2.0 digital (Dentrix), SIROCAM (Sirona Dental Systems GmbH, Germany). Для рентгенологічного обстеження використовуються комп'ютерні радіовізіографи: GX- S HDI USB sensor (Gendex, Des Plaines), ImageRAY (Dentrix), Dixi2 sensor (Planmeca, Finland).

### Ультразвукова діагностика (УЗД)
Ультразвукове дослідження широко застосовують у діагностиці захворювань внутрішніх органів. Принцип ультразвукового сканування базується на здатності високоякісного ультразвуку поширюватися прямолінійно в тканинах людського організму, відображаючись на межі розподілу середовищ з різною акустичною щільністю.   
 

### Медичний прилад кішка— сканер
Медичний прилад кішка — сканер є одним з найбільш безболісних і точних методів вивчення внутрішніх органів людини.

### Використання комп'ютерів у медичних лабораторних дослідженнях
Спеціалізоване програмне забезпечення, призначене для автоматизації клініко-діагностичних лабораторій, прийнято називати «лабораторною інформаційною системою» (ЛІС). ЛІС — це інформаційна система, спеціально створена для автоматизації роботи діагностичної лабораторії. При використанні комп'ютера в лабораторних медичних дослідженнях в програму закладають певний алгоритм діагностики. Створюється база захворювань, де кожному захворюванню відповідають певні симптоми чи синдроми. У процесі тестування, використовуючи алгоритм, людині задаються питання. На підставі його відповідей підбираються симптоми (синдроми), які максимально відповідають захворюванню.

### Комп'ютерна флюорографія
Програмне забезпечення (ПЗ) для цифрових флюорографічних установок містить три основні компоненти: модуль управління комплексом, модуль реєстрації та обробки рентгенівських зображень, що включає блок створення формалізованого протоколу і модуль зберігання інформації, що містить блок передачі інформації на відстань.
Подібна структура ПЗ дозволяє з його допомогою отримувати зображення, обробляти його, зберігати на різних носіях і роздруковувати тверді копії. Наявність блоку програми для заповнення та зберігання протоколу дослідження у вигляді стандартизованої форми створює можливість автоматизації аналізу даних з видачею діагностичних рекомендацій, а також автоматизованого розрахунку різних статистичних показників. У програмному забезпеченні передбачена можливість передачі знімків і протоколів при використанні сучасних систем зв'язку (у тому числі і INTERNET) з метою консультацій діагностично складних випадків у спеціалізованих установах.

### Променева терапія з мікропроцесорним управлінням
В основі терапевтичного використання іонізуючого випромінювання лежить принцип летального ушкодження пухлини з урахуванням чутливості оточуючих пухлину тканин для збереження їхньої життєздатності. Променева терапія з мікропроцесорним управлінням — забезпечує можливість застосування більш надійних і безпечних методів опромінення ракових пухлин. Сучасні джерела випромінювання високих енергій (бетатрон, лінійний прискорювач) менше ушкоджують нормальні тканини ніж гама- і рентгенотерапевтичні апарати.

### Пристрої діагностики та локалізації ниркових і жовчних каменів (літотрипсія)
дозволяють проводити контроль процесу їх руйнування за допомогою зовнішніх ударних хвиль. Суть методу заснована на генерації акустичної ударної хвилі за допомогою спеціального апарату — літотриптора. Ударна хвиля концентрується в одній точці — фокусі, де її енергія максимальна. Саме у цю точку і позиціонується камінь за допомогою системи наведення літотриптора. Під дією серії імпульсів ударної хвилі камінь руйнується на велику кількість дрібних фрагментів.

### Комп'ютерна томографія
Комп'ютерна томографія — дає точні пошарові зображення структур внутрішніх органів і головного мозку при МРТ мозку. Ці дані записуються в комп'ютер, який на їх основі конструює повне об'ємне зображення. Фізичні основи вимірювань різноманітні: рентгенівські, магнітні, ультразвукові, ядерні тощо.
Томографія є одним з основних прикладів впровадження нових інформаційних технологій в медицині.

### Системи відеотрансляцій та відеозаписи з операцій
Система відеотрансляції передає зображення загального плану та зображення операційного поля з кожної операційної. Трансляція відбувається через комп'ютерну мережу і записується в архів для подальшого перегляду. Зв'язок здійснюється з абонентами, які знаходяться в медичному закладі та за його межами, у віддалених підрозділах. Система відеоконференц-зв'язку дозволяє здійснювати мультимедійну та інформаційну взаємодію між співробітниками організації при обговоренні операції або проведенні навчання. Використання відеоконференц-зв'язку і відеотрансляції дозволяє підвищити якість лікування, проводити медичні консиліуми, навчати медичний персонал.

### Комп'ютерна інтеграція з медичним обладнанням
Медичні прилади, обладнання, вимірювальна й керувальна техніка плюс комп'ютери зі спеціальним програмним забезпеченням — це і є медичні приладо-комп'ютерні системи (МПКС). Ці медичні інформаційні системи базового рівня призначені для візуальних методів обстеження, лабораторних аналізів і досліджень, контролю (моніторингу) за станом пацієнтів. Перераховані технології забезпечують медперсонал надійною та своєчасною інформацією. Головна ж перевага — висока інформативність та валідність вихідних даних.
Сучасна медицина є галуззю наукової і практичної діяльності з дослідження нормальних і патологічних процесів в організмі людини, різних захворювань і патологічних станів, їх лікування, збереження і зміцнення здоров'я людей. Комп'ютерні технології істотно полегшують роботу лікарів, так як результати обстежень пацієнта, передані комп'ютеру, моментально обробляються з виявленням аномальних результатів аналізу, і вже через кілька хвилин можна отримати повні відомості про можливий діагноз.

## Медичні інформаційні технології— можливості і перспективи
Використання нових інформаційних технологій у сучасних медичних центрах дозволить легко вести повний облік всіх наданих послуг, зданих аналізів, виписаних рецептів. Також при автоматизації медичного закладу заповнюються електронні амбулаторні карти і історії хвороби, складаються звіти і ведеться медична статистика. Лікарі зможуть надавати медичні послуги, використовуючи свої планшети і смартфони, переглядати кардіо-енцефалограми пацієнта, результати лабораторних досліджень, приймати документи пацієнта і замовляти необхідні ліки за електронною рецептом.
Автоматизація медичних установ — це створення єдиного інформаційного простору ЛПУ, що, в свою чергу, дозволяє створювати автоматизовані робочі місця лікарів, організовувати роботу відділу медичної статистики, створювати бази даних, вести електронні історії хвороб і об'єднувати в єдине ціле всі лікувальні, діагностичні, адміністративні, господарські та фінансові процеси.
Серед основних тенденцій, які отримали розвиток останнім часом, слід зазначити активне використання можливостей Інтернету (лабораторна інформаційна система LIS MeDaP фірми «БіоХімМак», система ALTEY Laboratory фірми «Алтей») і прагнення забезпечити сумісність різноманітних програмних комплексів між собою (LIS MeDaP, програма «Декстер» і «Лабораторний журнал» фірми «Лабораторна діагностика»).
З'являються системи з біологічним зворотним зв'язком для діагностики та коригуючого лікування (кардіомоніторинг «Доктор А», програма Breath Maker для лікування заїкання НДЦ біокібернетики) і засоби комп'ютерного моніторингу («Доктор А», ношений багатодобові холтерівський монітор «Кардіотехніка 4000» фірми «Екомед +», програмно-апаратний комплекс «Інтегратор»).